# Baići
Baići es una localidad de Croacia en el municipio de Netretić, condado de Karlovac.

## Geografía
Se encuentra a una altitud de 430 m s. n. m. a 96 km de la capital nacional, Zagreb.

## Demografía
En el censo 2011, la localidad se encontraba deshabitada.
| Gráfica de población de Baići 1857-2011                             |
|                                                                     |
| Según los censos de población de la oficina estadística de Croacia. |